# Wilhelm von Jumièges

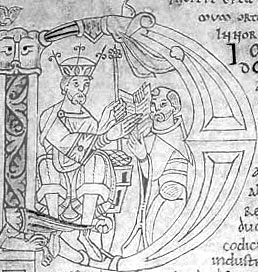
Darstellung Wilhelms in einer mittelalterlichen Handschrift

Wilhelm von Jumièges (Guillaume de Jumièges; * vor 1027; † nach 1070) war ein normannischer Geschichtsschreiber lateinischer Sprache.
Er war ein Zeitgenosse der normannischen Eroberung Englands und ist einer der ersten Autoren, der die Ereignisse von 1066 zur Sprache bringt. Von ihm selbst ist wenig bekannt, da er als Mönch in der Abtei Jumièges lediglich durch seine Wilhelm dem Eroberer gewidmete Epistel auftritt. Da er auch berichtet, Augenzeuge einiger Ereignisse aus der Regierungszeit des Herzogs Richard III. († 1027) gewesen zu sein, kann man annehmen, dass er zu Beginn des 11. Jahrhunderts geboren wurde. Er trat wahrscheinlich im ersten Drittel des 11. Jahrhunderts in jungen Jahren ins Kloster ein und wurde von Thierry de Mathonville erzogen. Nach Ordericus Vitalis trug er den Beinamen Calculus („Kiesel“). Er starb nach 1070, sein Tod ist aber nicht bezeugt.
Wilhelm von Jumièges war Normanne und schrieb aus normannischer Sicht. Er stellte in den Jahren 1050 bis 1060 eine Geschichte der Herzöge der Normandie zusammen. Diese Gesta Normannorum Ducum („Taten der Herzöge der Normannen“) basieren auf dem Geschichtswerk De moribus et actis primorum Normannorum ducum (Über die Sitten und Taten der ersten Herzöge der Normandie), das Dudo von Saint-Quentin zwischen 1015 und 1026 verfasst hatte. Dieses von Herzog Richard I. († 996) in Auftrag gegebene und während der Herrschaft seines Sohnes, Herzog Richard II. († 1026), vollendete Werk, wurde in den 1050er Jahren von Wilhelm von Jumièges wieder aufgenommen und durchgearbeitet, gekürzt und durch die Hinzufügung der Regierungszeit der Herzöge Richard II., Richard III., Robert I. († 1035) und Wilhelm II., später Wilhelm der Eroberer genannt, aktualisiert.
Wilhelm von Jumièges beendete seine Arbeit um 1060, nahm sie aber wieder auf, als Wilhelm der Eroberer König von England geworden war, um die Geschichte der Besetzung Englands durch die Normannen bis zum Jahr 1070 hinzuzufügen. Die Gesta Normannorum Ducum wurden dann im 12. Jahrhundert von den Chronisten Ordericus Vitalis und Robert von Torigni noch einmal ergänzt.

## Werke
- Gesta Normannorum ducum, hrsg. von Jean Marx, Paris, A. Picard, 1914
- The Gesta Normannorum Ducum of William of Jumièges, Orderic Vitalis and Robert of Torigni, hrsg. u. übers. von Elisabeth M. C. van Houts, Clarendon Press, Oxford, 1995.
- Histoire des Normands: des origines jusqu'à l'année 1137, hrsg. von François Guizot, Nathalie Desgrugillers, Clermont-Ferrand, Paleo, 2004 ISBN 2849090980